# Buitenechtelijke relatie
Een buitenechtelijke relatie (ook wel: affaire, verhouding, bev - afkorting voor buitenechtelijke verhouding - of het verkleinwoord ervan bev'etje) is een situatie waar iemand een liefdesverhouding aangaat met iemand anders dan de huwelijkspartner, en deze over het algemeen dus bedriegt. Deze, vaak heimelijke, relatie geeft bij de één een adrenalinestoot, omdat diegene weet dat ze gesnapt kunnen worden en bij de ander een gevoel van verraad. Vaak is het niets anders dan vreemdgaan, en het is dan ook vaak een reden voor echtscheiding. In sommige landen is een buitenechtelijke relatie dan ook als overspel strafbaar. Een buitenechtelijke relatie hoeft niet altijd bedrog van de huwelijkspartner te zijn, het kan ook zijn dat de huwelijkspartner met goedvinden op de hoogte is van de buitenechtelijke relatie.
In veel gevallen bedriegt men niet slechts de huwelijkspartner, maar ook de ander met wie de affaire wordt aangeknoopt, door te verzwijgen dat men gehuwd is. Wanneer de ander dit wel weet, kan er een zekere hoop bestaan dat de partner uiteindelijk zijn of haar huwelijk zal verbreken en dat de buitenechtelijke relatie een volwaardige relatie of zelfs een nieuw huwelijk wordt.